# 아쿠아파바

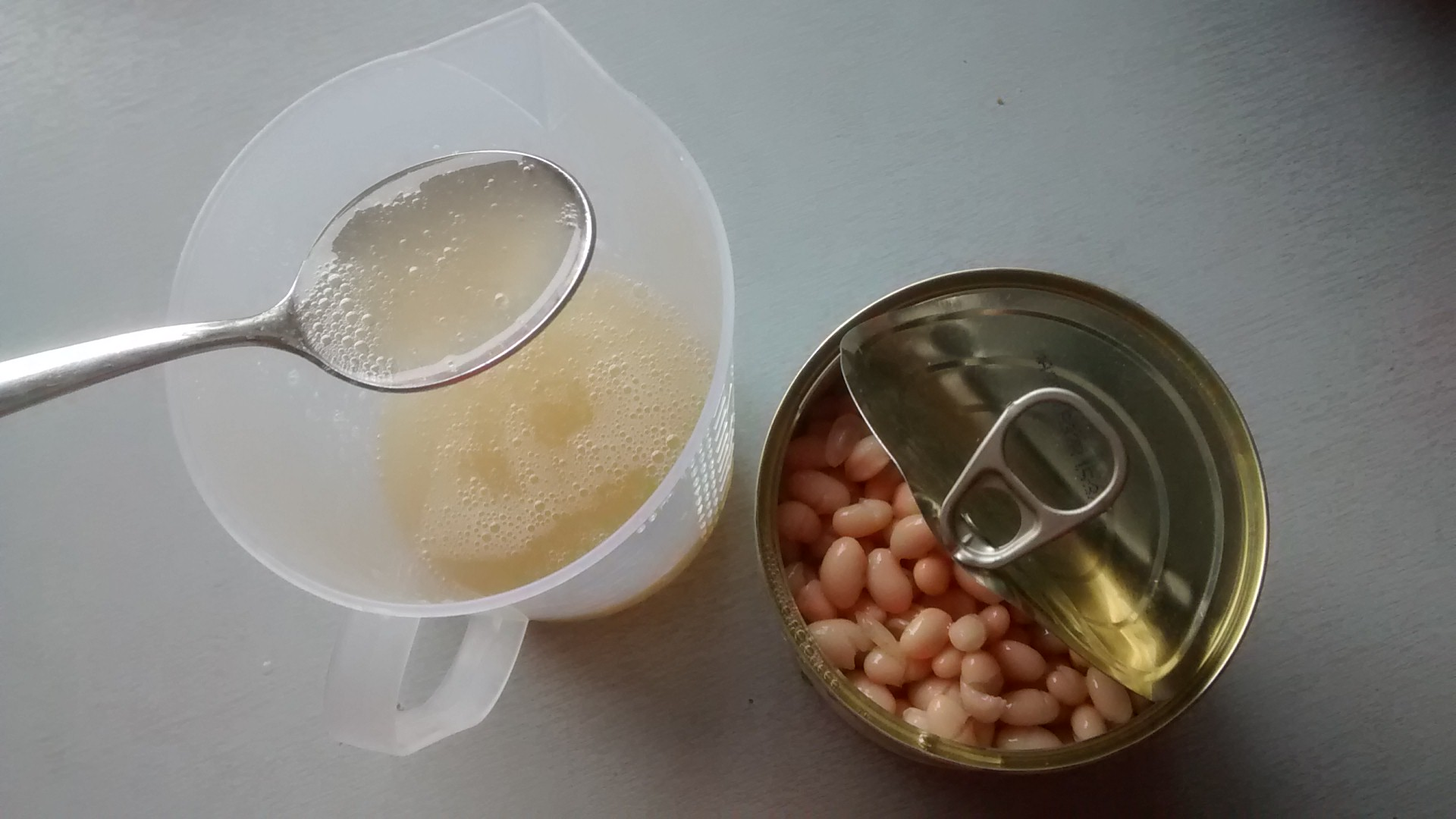
파세올루스 불가리스의 아쿠아파바

아쿠아파바(aquafaba, /ˌɑːkwəˈfɑːbə/)는 병아리콩과 같은 협과 식물 종자를 조리한 점성 물이다. 요리에서의 이용은 프랑스 음악가 조엘 로셀(Joël Roessel)의 발견에서 기원한다.
조리 시 달걀 흰자의 기능적 특성을 모방하는 능력으로 인해 아쿠아파바는 머랭과 마시멜로를 포함한 어떤 경우에는 달걀 흰자를 직접 대체할 수 있다. 특히 채식주의자 등 계란을 기피하는 사람들이 사용하기에 적합하다.

## 어원
아쿠아파바(aquafaba)라는 단어는 라틴어 aqua(물)와 faba(콩)에서 유래되었다.

## 같이 보기
- 흰자
- 알류 대용품
- 비거니즘